# 歌う骨
歌う骨（うたうほね、Der singende Knochen、KHM28）はイングランド地方の童話のひとつ。

## あらすじ
「危険な猪を退治したものは王女を嫁にやろう」
王さまからのお触書が出て、野心家の兄と人の良い弟の兄弟が猪退治に名乗り出る。王の提案により兄は森の西側から、弟は東側から入る事となった。森に入った弟は小人に出会い、猪を安全に倒せるという黒い槍を渡される。この不思議な槍で件の猪をすぐに退治してしまう。弟が喜び勇んで猪を背負って城に向かう途中、飲食店で飲んでいた兄と出会い、すべてを知った兄は弟を殺して橋のたもとに埋めてしまう。そして自分が猪を退治したと嘘をつき、王女と結婚する。
やがて年月が過ぎ、兄は王子として何不自由ない暮らしを満喫していた。そんなころ、羊飼いが橋のたもとで亡き弟の骨を見つけて、笛を作ると、笛に一息入れただけで勝手にこんな歌を歌いだした。
♪あなたが吹く笛は私の骨。兄に殺されてここに埋められてしまいました。兄は王女と結婚したかったから。
すぐに羊飼いは王さまにこの笛を届けると、笛は王さまの前でも同じように鳴った。この歌を聞いた王さまが橋の袂を掘り返すよう命令すると、そこから骸骨が出てきた。婿の悪行を知った王さまは、婿となった兄を生きたまま袋詰めにして口を縫い、池に沈めて処刑した。
一方、掘り出された弟の方は、改めて懇ろに葬られた。
参考文献
- 池田香代子, 2008年.「歌う骨」『完訳 グリム童話集 1』 講談社 <講談社文芸文庫> （底本：グリム『子供と家庭のメルヒェン集』第7版 1857）pp.268-272.

## 類話
骨に限らず、遺体の一部から死者のメッセージが伝えられる類話は世界中に見られる。
ドイツの民話に、貧しい兄弟ではなく、王さまの子供たち（姉と弟）が後継ぎを争って、弟が姉を殺して遺体を埋める話がある。
また、日本でも似た筋書きの類話が多く採集されている。
アフリカにもよく似た話が伝わっているが、猟師が王様を連れてくる事になっている。また奴隷貿易を通じて新大陸に連行された黒人たちの間でも「血まみれ骸骨の話」のエピソードのひとつとして伝承されている。